# Cecilia (film)
Pour les articles homonymes, voir Cecilia.
Pour plus de détails, voir Fiche technique et Distribution.
Cecilia est un film cubain réalisé par Humberto Solás et sorti en 1982. Il s'agit de l'adaptation cinématographique du roman Cecilia Valdés (es), écrit en 1839 par Cirilo Villaverde (es) (1812-1894).
Il a été projeté au festival de Cannes 1982.

## Fiche technique
Sauf indication contraire, les informations mentionnées dans cette section peuvent être confirmées par la base de données cinématographiques IMDb,  présente dans la section « Liens externes ».
- Titre original : Cecilia
- Réalisateur : Humberto Solás
- Scénario : Jorge Ramos, Nelson Rodríguez Zurbarán (es), Humberto Solás, Norma Torrado
- Photographie : Livio Delgado
- Musique : Leo Brouwer
- Sociétés de production : Impala, Institut cubain des arts et de l'industrie cinématographiques
- Pays de production :  Cuba
- Langue de tournage : espagnol
- Format : Couleurs - 1,66:1 - Son mono - 35 mm
- Durée : 127 minutes (2h07)
- Genre : Drame historique
- Dates de sortie :
  - France : 25 mai 1982 (Festival de Cannes 1982)

## Distribution
- Daisy Granados (es) : Cecilia
- Imanol Arias : Leonardo.
- Raquel Revuelta : La mère de Leonardo.
- Miguel Benavides (en)
- Eslinda Núñez (es)
- José Antonio Rodríguez : Uribe.
- Gerardo Riverón (es)
- Nelson Villagra (es)
- Alfredo Mayo : Général Vives.